# كزافييه بريغز
كزافييه بريغز (بالإنجليزية: Xavier Briggs) هو عالم اجتماع أمريكي، ولد في 8 يناير 1942 في ميامي في الولايات المتحدة.